# Đồ Lan Đóa: Lời nguyền duyên khởi
Đồ Lan Đóa: Lời nguyền duyên khởi (tiếng Trung: 图兰朵：魔咒缘起) là phim kỳ ảo tình cảm năm 2021 của Trung Quốc Đại lục, được chuyển thể từ tiểu thuyết "Vòng tay ba màu", đạo diễn Trịnh Hiểu Long, với sự tham gia của Quan Hiểu Đồng, Dylan Sprouse, Hồ Quân, Lâm Tư Ý, Vương Gia, Trâu Triệu Long, Khương Văn đóng vai chính, Sophie Marceau, Vincent Perez đóng vai chính đặc biệt.

## Nội dung
Đại Hãn quốc đưa quân ra ngoài và đội quân vô tình mang về chiếc vòng tay ba màu từ tổ tiên vương hậu tiểu quốc (do Sophie Marceau thủ vai), Đồ Lan Đóa, người con gái mồ hôi đầm đìa, không may bị một lời nguyền nhập vào, và một lời nguyền ăn mòn đế chế đã được mở ra.

## Diễn viên
| Diễn viên                 | Vai                                  | Miêu tả                    | Ghi chú |
| ------------------------- | ------------------------------------ | -------------------------- | ------- |
| Quan Hiểu Đồng Audrey Duo | Đồ Lan Đóa Tiểu công chúa Đồ Lan Đóa | Công chúa của Đại Hãn quốc |         |
| Dylan Sprouse             | Calaf                                | Trẻ mồ côi                 |         |
| Hồ Quân                   | Bạch Viên tướng quân                 |                            |         |
| Lâm Tư Ý                  | Liễu Nhi                             |                            |         |
| Vương Gia                 | Vương tử Ô Thông                     |                            |         |
| Trâu Triệu Long           | Chu Đại                              |                            |         |
| Sophie Marceau            | Vương hậu                            |                            |         |
| Khương Văn                | Đại Hãn                              | Cha của Đồ Lan Đóa         |         |
| Vincent Perez             | Quốc vương                           |                            |         |